# Eikenballonnetje
Het eikenballonnetje (Amphisphaeria bufonia) is een schimmel behorend tot de familie Amphisphaeriaceae. Hij leeft saprotroof op dode takken van eiken (Quercus).

## Verspreiding
Het eikenballonnetjekomt voor in Nederland zeer zeldzaam voor.